# باببيل
باببل (بالإنجليزية:Babbel) هو تطبيق لتعلم اللغات ومنصة التعلم الإلكتروني، وهي متاحة بلغات مختلفة منذ عام 2008. وتقدم حاليا أربع عشرة لغة: الهولندية والدنماركية والإنجليزية والفرنسية والألمانية والإندونيسية والإيطالية والنرويجية والبولندية والبرتغالية البرازيلية والروسية والسويدية ، والاسبانية والتركية.